# Victory Beniangba
Victory Beniangba (Yenegoa, 15 juni 2003) is een Nigeriaans voetballer die als aanvaller speelt. Hij staat sinds het seizoen 2022/23 onder contract bij het Belgische KRC Genk.

## Carrière
Beniangba kreeg zijn opleiding in zijn thuisland Nigeria in de Dream Boys Football Academie. Vanaf de zomer van 2020 werd hij door de academie uitgeleend aan de Nigeriaanse eersteklasser Bayelsa United FC. Met deze club kwam hij in 2021 ook in actie in de CAF Confederation Cup. Hij kwam in deze Confederation Cup in 3 wedstrijden in actie en scoorde ook in de wedstrijd tegen het Tunesische Club Sportif Sfaxien.
Begin 2022 kocht de Egyptische eersteklasser Ceramica Cleopatra FC Beniangba definitief over van de Dream Boys Football Academie, hij werd echter meteen uitgeleend aan reeksgenoot Tala'ea El Gaish SC. Beniangba was hier van januari 2022 tot juni 2022 actief en scoorde 6 doelpunten in 18 wedstrijden in de Egyptische Premier League. Begin september 2022 maakte de Belgische eersteklasser KRC Genk bekend dat het Beniangba overgekocht had van Cleopatra FC. Hij zal er echter in eerste instantie zijn wedstrijden spelen bij Jong Genk, het tweede elftal van Genk dat actief is in de Eerste klasse B, het op één na hoogste niveau in België.
2 Pierre ·
28 Brughmans  ·
50 Victory ·
52 Da Costa ·
53 Mocsnik ·
54 Onstein ·
55 Yoshinaga · 
56 De Wannemacker ·
57 Murenzi ·
58 Wamu · 
60 Lazar ·
62 Cauwel ·
65 Akpan ·
68 Rabhi ·
70 Decresson ·
71 Stevens ·
72 Barry ·
73 Mbavu ·
76 Driessen ·
78 Lukanic ·
79 Nzoko ·
80 Touré ·
82 Vliegen ·
84 Sarfo ·
86 Haroun · 
87 Yasuda · 
89 Kim ·
96 Coenen ·
Coach: Van Rumst